# Долаково
Дола́ково (ингуш. Долакха-Юрт) — село в Назрановском районе Республики Ингушетия.
Административный центр муниципального образования «сельское поселение Долаково».

## География
Село расположено на правом берегу реки Камбилеевка, в 11 км к западу от районного центра — Назрань и в 20 км к северо-западу от города Магас.
Ближайшие населённые пункты: на севере — село Гейрбек-Юрт, на северо-востоке — село Верхние Ачалуки, на востоке — село Кантышево и на юго-западе — село Зильги. На юге, на противоположном берегу реки Камбилеевка расположен город Беслан.

## История
Официальной датой основания селения Долаково считается 1858 год. В рапорте Владикавказского коменданта — полковника Широкова о горских народах Владикавказского округа от 31 декабря 1838 года за № 3549, упоминается о поселении старшины Долака Дахкильгова, именем которого и названо село Долаково.
В 1859 году в хуторе Долакова насчитывалось 12 дворов, 40 мужчин и 37 женщин.
В 1864 году в посемейных списках жителей Назрановского участка в селе Долаково насчитывалось 58 дворов, из них мужчин — 178 и женщин — 188. В селе проживали представители родовых фамилий: Дахкильговы, Чемерзиевы, Доурбековы, Долгиевы, Мусиевы, Цечоевы, Балхаевы, Акиевы, Шакриевы и др.

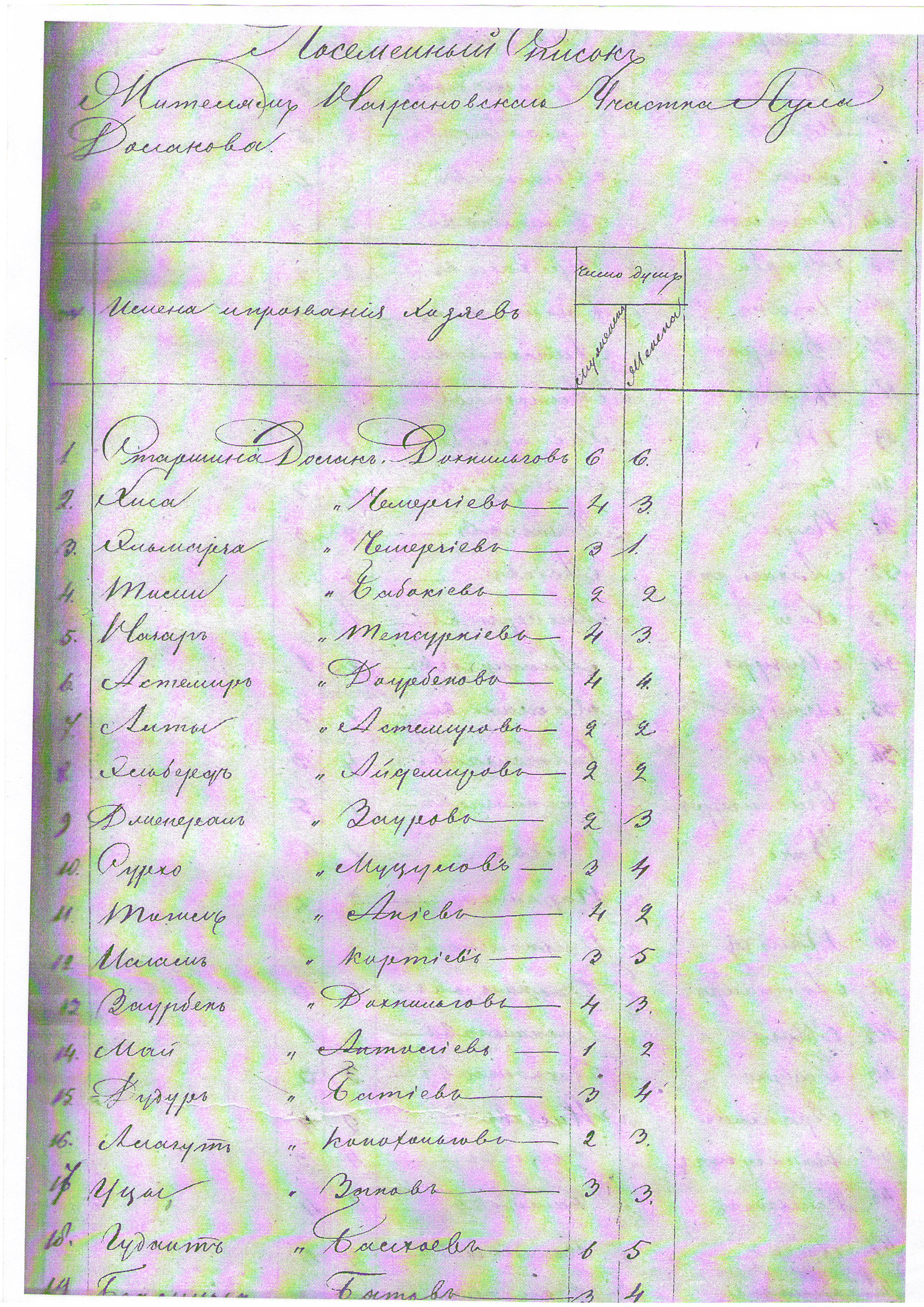
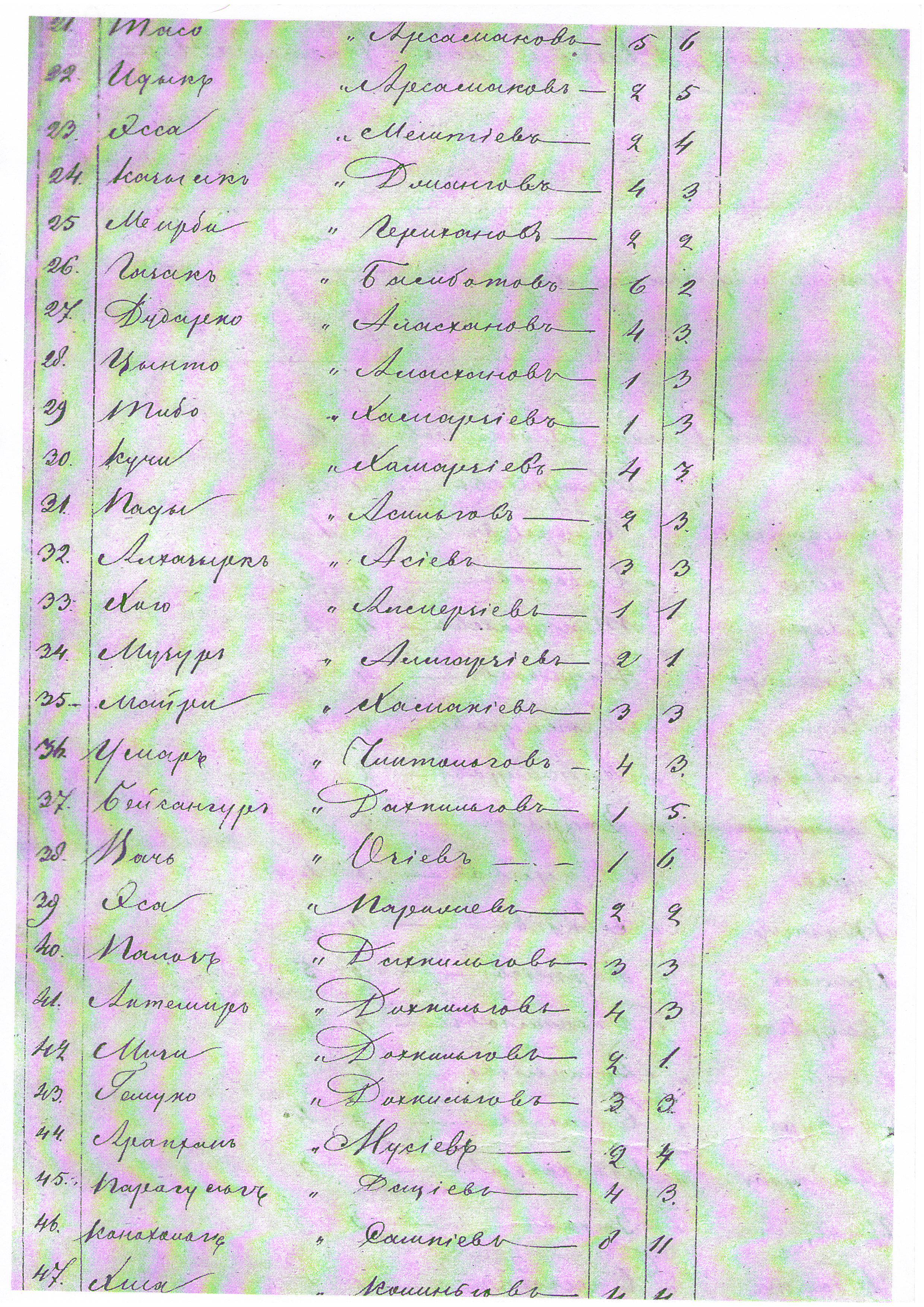
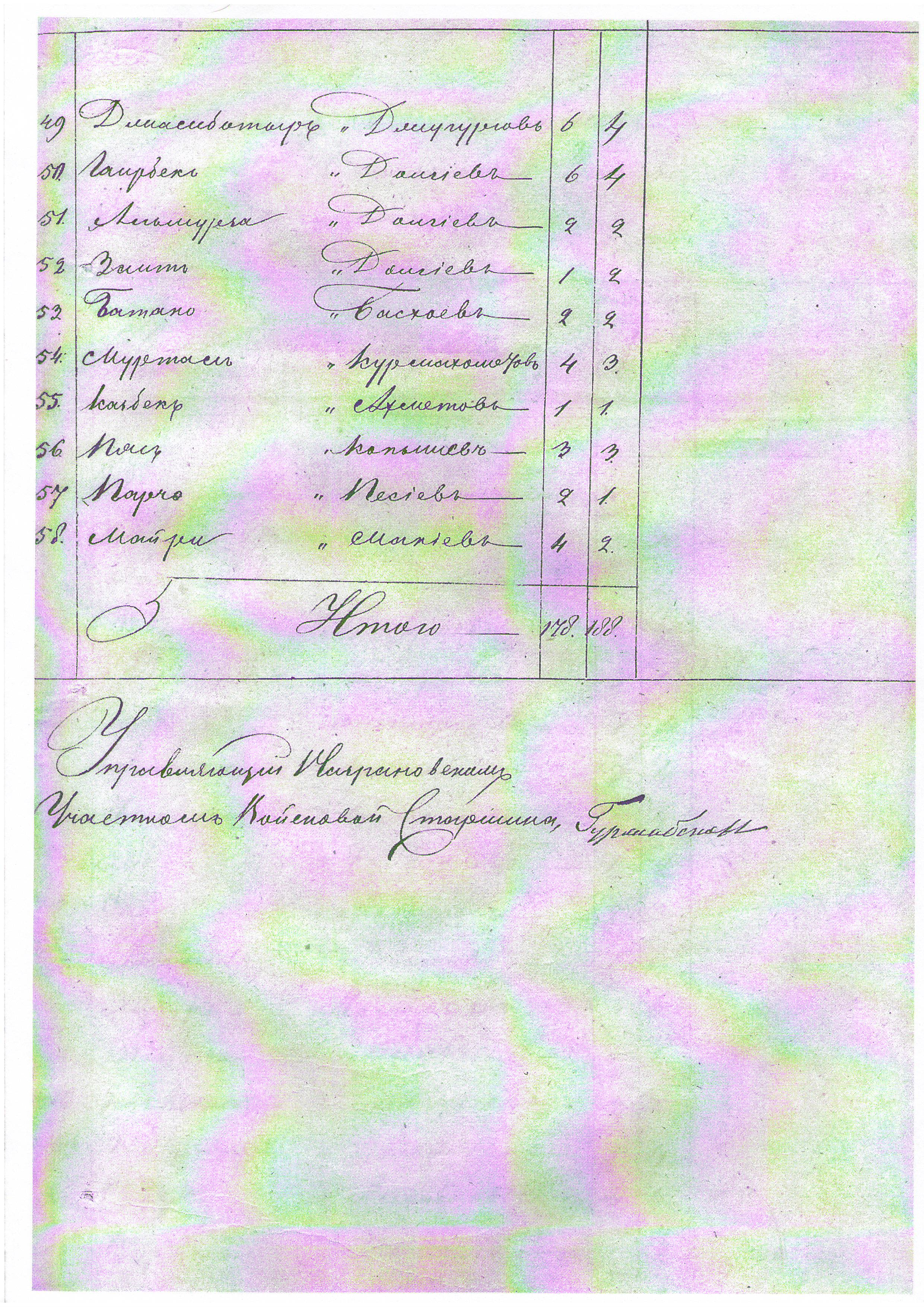

С селом связан один из эпизодов Гражданской войны. 2 февраля 1919 года, подразделения Вооруженных сил Юга России подошли к Владикавказу и к ингушским селам Долаково и Кантышево, занимаемых большевиками под командованием С. Орджоникидзе. Он был вынужден вместе со штабом обороны Терской республики переехать в селение Базоркино. У селения Долаково разгорелся ожесточенный бой, в ходе которого ВСЮР потерпела поражение.
С 1944 по 1958 год, в период депортации чеченцев и ингушей, и упразднения Чечено-Ингушской АССР, село было передано Северо-Осетинской АССР и носило название Даллагкау.

## Население
| 1926 | 2002  | 2010  | 2021  | 2024  |
| ---- | ----- | ----- | ----- | ----- |
| 2150 | ↗9058 | ↘6450 | ↗6813 | ↗7056 |

Национальный состав
По данным Всероссийской переписи населения 2010 года (вкл. село Гейрбек-Юрт):
| № | Национальность | Численность, чел. | Доля    |
| - | -------------- | ----------------- | ------- |
| 1 | ингуши         | 6 552             | 99,05 % |
| 2 | другие         | 63                | 0,95 %  |

## Тейпы
В селе исторически проживают представители следующих тейпов:
| - Дахкильговы - Точиевы - Шакриевы - Гаракоевы - Долгиевы - Манкиевы - Шибиловы - Гелисхановы - Кусиевы - Тимурзиевы | - Кулбужевы - Оздоевы - Осмиевы - Балхаевы - Даурбековы - Рамазановы - Акиевы - Цечоевы - Батыжевы - Газиковы |

## Известные уроженцы
- Дахкильгов Ибрагим Абдурахманович — автор Знамени Республики Ингушетия. Известный фольклорист Северного Кавказа, профессор Ингушского госуниверситета (ИнгГУ), Директор Ингушского НИИ гуманитарных наук. Почётный член Академии социальных наук РФ, член Союза писателей России, заслуженный деятель науки ЧИАССР.
- Долгиев Адиль-Гирей Олмазович — российский общественный деятель, ингушский просветитель XIX века, член студенческих революционных организаций.